# Distichophyllum procumbens
Distichophyllum procumbens är en bladmossart som beskrevs av Mitten 1863. Distichophyllum procumbens ingår i släktet Distichophyllum och familjen Hookeriaceae. Inga underarter finns listade i Catalogue of Life.